# إدارة كولونيا
إدارة كولونيا (بالإسبانية: Departamento de Colonia)‏(تلفظ بالإسبانية: ‎/koˈlonja/‏) هي واحدة من إدارات الأوروغواي، تقع في جنوب غرب أوروغواي وهي من الإدارات الأصلية التي أنشئت عام 1816م، وعاصمتها هي كولونيا ديل ساكرامنتو. ثاني أقدم مدينة في البلاد.

## التاريخ
أسست القوات البرتغالية التي استقرت على ساحل ريو بالاتا مدينة كولونيا ديل ساكرامنتو في عام 1680، المدينة الآن موقع تراث عالمي. كانت المنطقة شاهدة ذلك الوقت على المواجهة الجيوسياسية في ريو دي لا بلاتا بين مملكتي إسبانيا والبرتغال فقد سعى كلا البلدين إلى السيطرة على المنطقة.
تبادل البرتغاليون والإسبان السيطرة على الموقع عدة مرات حتى وقعت تحت الحكم البرتغالي وأخيرا الحكم البرازيلي. أعلن الشرقيون الثلاثة والثلاثون بقيادة خوان أنطونيو أفاييخا الاستقلال بدعم من مقاطعات ريو دي لا بلاتا المتحدة (الأرجنتين في الوقت الحاضر) في 25 أغسطس 1825. أدى هذا الإعلان إلى حرب السيزبلاتين بين الأرجنتين والبرازيل. والتي لم يحقق أي طرف منها أي سيطرة على أرض المعارك، وقع الطرفين معاهدة مونتيفيديو في عام 1828 برعاية من المملكة المتحدة والتي من شروطها الاعتراف بجمهورية الأوروغواي. ومع ولادة الجمهورية أسست إدارة كولونيا وجُعلت كولونيا ديل ساكرامنتو عاصمتها.

## الجغرافيا
تبلغ مساحتها 6109 كيلومتر مربع وتتاخم الحدود مع الأرجنتين وتطل على المحيط الأطلسي. كولونيا هي جزء مما يسمى "سهل بلاتينسي" الذي يتميز بأراضيه المنخفضة ومروج البامبين التي تغمرها الأنهار والجداول التي تصب في ريو دي لا بلاتا وروافده. تتعرض المنطقة لـزلازل منخفضة حدث آخرها في 5 يونيو 1888 أي قبل 132 عامًا، بقوة 5.5 درجة على مقياس ريختر.
تحدها الإدارات التالية: سان خوسيه وفلوريس وسوريانو.

## الاقتصاد
يزدهر النشاط السياحي في الإدارة بسبب الحي التاريخي لمدينة كولونيا ديل ساكرامنتو المصنّف كموقع تراث عالمي. كما تحتضن المنطقة مصنعًا تابعًا لشركة بيبسيكو في عاصمة الإدارة، يُشغِّل أكثر من 2000 موظف ويخدم سوق الاستيراد في أمريكا اللاتينية بأكملها. يعمل المصنع ضمن تشريعات خاصة بالمنطقة الاقتصادية، أعلنت الشركة في نوفمبر 2019 عن خطة لتوسيع استثماراتها بمبلغ 65 مليون دولار.

## السكان
| المجموعات العرقية في كولونيا (تقدير 2011) | المجموعات العرقية في كولونيا (تقدير 2011) | المجموعات العرقية في كولونيا (تقدير 2011) | المجموعات العرقية في كولونيا (تقدير 2011) | المجموعات العرقية في كولونيا (تقدير 2011) |
| ----------------------------------------- | ----------------------------------------- | ----------------------------------------- | ----------------------------------------- | ----------------------------------------- |
| المجموعة العرقية                          | المجموعة العرقية                          |                                           | النسبة                                    | النسبة                                    |
| White                                     | White                                     |                                           | 95.8%                                     | 95.8%                                     |
| أوروغوايانيون ذو أصول أفريقية ‏            | أوروغوايانيون ذو أصول أفريقية ‏            |                                           | 2.9%                                      | 2.9%                                      |
| سكان أصليون                               | سكان أصليون                               |                                           | 2.5%                                      | 2.5%                                      |
| آسيويون                                   | آسيويون                                   |                                           | 0.2%                                      | 0.2%                                      |
| بدون/أخرى                                 | بدون/أخرى                                 |                                           | 2.1%                                      | 2.1%                                      |

بلغ عدد سكان دائرة كولونيا 123,204 نسمة (60,203 ذكور و63,001 إناث) و 57,003 أسرة في تعداد 2011. تشهد كولونيا مثل بقية البلاد نموا صفريا وسلبيا تقريبا، لذلك يقدر أنه بحلول بداية عام 2025 سيكون هناك 120,196 شخص فقط يعيشون فيها.
- معدل النمو السكاني: 0.448٪ (2005)
- معدل المواليد: 15.05 مولود لكل 1000 نسمة (2009)
- معدل الوفيات: 9.97 ضحية لكل 1000 نسمة
- متوسط العمر: 33.5 (32.5 ذكور، 34.6 إناث)
- متوسط العمر المتوقع عند الولادة (2011):

| المدن                 | عدد السكان |
| --------------------- | ---------- |
| كولونيا ديل ساكرامنتو | 29,231     |
| كارميلو               | 18,041     |
| خوان لاكازي           | 12,816     |
| نيوفا هيلفيتيا        | 10,630     |
| روزاريو               | 10,085     |
| نويفا بالميرا         | 9,857      |
| تاراريراس             | 6,632      |
| فلورنسيو سانشيز       | 3,716      |
| أومبيس دي لافال       | 3,390      |
| كولونيا فالدينسي      | 3,235      |

## المناخ
يبلغ متوسط درجة الحرارة السنوية في كولونيا 20.4 °م (68.7 °ف). وتبلغ متوسط درجة الحرارة في الشتاء 9 درجات مئوية (48.2 درجة فهرنهايت) وفي الصيف 27 درجة مئوية (80.6 درجة فهرنهايت).
| البيانات المناخية لـكولونيا ديل ساكرامنتو، أوروغواي (1991–2020، القيم القصوى 1940–2020)                                                     | البيانات المناخية لـكولونيا ديل ساكرامنتو، أوروغواي (1991–2020، القيم القصوى 1940–2020) | البيانات المناخية لـكولونيا ديل ساكرامنتو، أوروغواي (1991–2020، القيم القصوى 1940–2020) | البيانات المناخية لـكولونيا ديل ساكرامنتو، أوروغواي (1991–2020، القيم القصوى 1940–2020) | البيانات المناخية لـكولونيا ديل ساكرامنتو، أوروغواي (1991–2020، القيم القصوى 1940–2020) | البيانات المناخية لـكولونيا ديل ساكرامنتو، أوروغواي (1991–2020، القيم القصوى 1940–2020) | البيانات المناخية لـكولونيا ديل ساكرامنتو، أوروغواي (1991–2020، القيم القصوى 1940–2020) | البيانات المناخية لـكولونيا ديل ساكرامنتو، أوروغواي (1991–2020، القيم القصوى 1940–2020) | البيانات المناخية لـكولونيا ديل ساكرامنتو، أوروغواي (1991–2020، القيم القصوى 1940–2020) | البيانات المناخية لـكولونيا ديل ساكرامنتو، أوروغواي (1991–2020، القيم القصوى 1940–2020) | البيانات المناخية لـكولونيا ديل ساكرامنتو، أوروغواي (1991–2020، القيم القصوى 1940–2020) | البيانات المناخية لـكولونيا ديل ساكرامنتو، أوروغواي (1991–2020، القيم القصوى 1940–2020) | البيانات المناخية لـكولونيا ديل ساكرامنتو، أوروغواي (1991–2020، القيم القصوى 1940–2020) | البيانات المناخية لـكولونيا ديل ساكرامنتو، أوروغواي (1991–2020، القيم القصوى 1940–2020) |
| الشهر | يناير                                                                                   | فبراير                                                                                  | مارس                                                                                    | أبريل                                                                                   | مايو                                                                                    | يونيو                                                                                   | يوليو                                                                                   | أغسطس                                                                                   | سبتمبر                                                                                  | أكتوبر                                                                                  | نوفمبر                                                                                  | ديسمبر                                                                                  | المعدل السنوي                                                                           |
| --- | --------------------------------------------------------------------------------------- | --------------------------------------------------------------------------------------- | --------------------------------------------------------------------------------------- | --------------------------------------------------------------------------------------- | --------------------------------------------------------------------------------------- | --------------------------------------------------------------------------------------- | --------------------------------------------------------------------------------------- | --------------------------------------------------------------------------------------- | --------------------------------------------------------------------------------------- | --------------------------------------------------------------------------------------- | --------------------------------------------------------------------------------------- | --------------------------------------------------------------------------------------- | --------------------------------------------------------------------------------------- |
| الدرجة القصوى °م (°ف) | 39.7 (103.5)                                                                            | 37.4 (99.3)                                                                             | 36.8 (98.2)                                                                             | 34.6 (94.3)                                                                             | 30.8 (87.4)                                                                             | 36.0 (96.8)                                                                             | 29.0 (84.2)                                                                             | 35.0 (95.0)                                                                             | 32.8 (91.0)                                                                             | 36.4 (97.5)                                                                             | 38.0 (100.4)                                                                            | 38.7 (101.7)                                                                            | 39.7 (103.5)                                                                            |
| متوسط درجة الحرارة الكبرى °م (°ف) | 28.7 (83.7)                                                                             | 27.6 (81.7)                                                                             | 25.8 (78.4)                                                                             | 22.4 (72.3)                                                                             | 18.7 (65.7)                                                                             | 15.6 (60.1)                                                                             | 14.6 (58.3)                                                                             | 16.9 (62.4)                                                                             | 18.6 (65.5)                                                                             | 21.4 (70.5)                                                                             | 24.6 (76.3)                                                                             | 27.4 (81.3)                                                                             | 21.9 (71.4)                                                                             |
| المتوسط اليومي °م (°ف) | 23.7 (74.7)                                                                             | 23.0 (73.4)                                                                             | 21.4 (70.5)                                                                             | 18.3 (64.9)                                                                             | 14.9 (58.8)                                                                             | 12.0 (53.6)                                                                             | 11.0 (51.8)                                                                             | 12.7 (54.9)                                                                             | 14.3 (57.7)                                                                             | 16.9 (62.4)                                                                             | 19.7 (67.5)                                                                             | 22.3 (72.1)                                                                             | 17.5 (63.5)                                                                             |
| متوسط درجة الحرارة الصغرى °م (°ف) | 18.8 (65.8)                                                                             | 18.5 (65.3)                                                                             | 17.0 (62.6)                                                                             | 14.1 (57.4)                                                                             | 11.2 (52.2)                                                                             | 8.3 (46.9)                                                                              | 7.3 (45.1)                                                                              | 8.5 (47.3)                                                                              | 9.9 (49.8)                                                                              | 12.6 (54.7)                                                                             | 14.9 (58.8)                                                                             | 17.3 (63.1)                                                                             | 13.2 (55.8)                                                                             |
| أدنى درجة حرارة °م (°ف) | 10.4 (50.7)                                                                             | 9.9 (49.8)                                                                              | 7.9 (46.2)                                                                              | 4.4 (39.9)                                                                              | 1.1 (34.0)                                                                              | −0.4 (31.3)                                                                             | −3.0 (26.6)                                                                             | −0.2 (31.6)                                                                             | 1.5 (34.7)                                                                              | 2.7 (36.9)                                                                              | 5.3 (41.5)                                                                              | 7.6 (45.7)                                                                              | −3.0 (26.6)                                                                             |
| الهطول مم (إنش) | 100.5 (3.96)                                                                            | 111.1 (4.37)                                                                            | 125.8 (4.95)                                                                            | 100.6 (3.96)                                                                            | 82.5 (3.25)                                                                             | 68.8 (2.71)                                                                             | 75.8 (2.98)                                                                             | 68.9 (2.71)                                                                             | 78.3 (3.08)                                                                             | 112.9 (4.44)                                                                            | 103.5 (4.07)                                                                            | 115.8 (4.56)                                                                            | 1٬144٫5 (45.06)                                                                         |
| متوسط أيام هطول الأمطار (≥ 1.0 mm) | 6                                                                                       | 6                                                                                       | 7                                                                                       | 7                                                                                       | 6                                                                                       | 5                                                                                       | 5                                                                                       | 6                                                                                       | 6                                                                                       | 7                                                                                       | 7                                                                                       | 7                                                                                       | 75                                                                                      |
| متوسط الرطوبة النسبية (%) | 66                                                                                      | 70                                                                                      | 73                                                                                      | 74                                                                                      | 75                                                                                      | 77                                                                                      | 76                                                                                      | 73                                                                                      | 71                                                                                      | 71                                                                                      | 68                                                                                      | 66                                                                                      | 72                                                                                      |
| ساعات سطوع الشمس الشهرية | 288.3                                                                                   | 237.3                                                                                   | 235.6                                                                                   | 180.0                                                                                   | 167.4                                                                                   | 132.0                                                                                   | 151.9                                                                                   | 179.8                                                                                   | 198.0                                                                                   | 223.2                                                                                   | 240.0                                                                                   | 272.8                                                                                   | 2٬506٫3                                                                                 |
| ساعات سطوع الشمس اليومية | 9.3                                                                                     | 8.4                                                                                     | 7.6                                                                                     | 6.0                                                                                     | 5.4                                                                                     | 4.4                                                                                     | 4.9                                                                                     | 5.8                                                                                     | 6.6                                                                                     | 7.2                                                                                     | 8.0                                                                                     | 8.8                                                                                     | 6.8                                                                                     |
| المصدر #1: Instituto Uruguayo de Metereología                                                                                               |                                                                                         |                                                                                         |                                                                                         |                                                                                         |                                                                                         |                                                                                         |                                                                                         |                                                                                         |                                                                                         |                                                                                         |                                                                                         |                                                                                         |                                                                                         |
| المصدر #2: الإدارة الوطنية للمحيطات والغلاف الجوي (1991–2020) Instituto Nacional de Investigación Agropecuaria (sun and humidity 1980–2009) |                                                                                         |                                                                                         |                                                                                         |                                                                                         |                                                                                         |                                                                                         |                                                                                         |                                                                                         |                                                                                         |                                                                                         |                                                                                         |                                                                                         |                                                                                         |

## التقسيمات الإدارية

خريطة بلديات إدارة كولونيا

يوجد في الإدارة إحدى عشرة بلدية تغطي جزء كبير من مساحتها، وبقية الإدارة غير التابعة لأي بلدية فتتبع لإدارة المقاطعات.
أسست أول ست بلديات في مقاطعة كولونيا بموجب القانونين رقم 18567 الصادر في 13 سبتمبر 2009 ورقم 18653 الصادر في 15 مارس 2010 هما: كارميلو وخوان لاكازي ونويفا هيلفيسيا وروزاريو ونويفا بالميرا وتاراريراس. أنشئت ثلاث بلديات إضافي بموجب المرسوم الإداري رقم 014/2013 بتاريخ 22 مارس 2013 وهي: أومبوس دي لافايي، فلورنسيو سانشيز، وكولونيا فالدانسي.
أسست بلديتي لاباز (كولونيا بيامونتيسا) وميغيليتي بعد مرور خمس سنوات بموجب المرسومين الإداريين رقم 029/2018 ورقم 030/2018. أصدر مجلس مقاطعة كولونيا المرسوم رقم 015/2022 في عام 2022 والذي نص على إنشاء بلديتين جديدتين حول مدينتي كونشيلاس وكافري، تبدأ عملهما رسميًا في عام 2025.
| الخريطة | البلدية           | المساحة (كم²) | السكان (تعداد 2011) | المقر             |
| ------- | ----------------- | ------------- | ------------------- | ----------------- |
|         | Carmelo           | 390,2         | 19,609              | Carmelo           |
|         | Colonia Valdense  | 147,4         | 4535                | Colonia Valdense  |
|         | Colonia Miguelete | غير معروف     | غير معروف           | Colonia Miguelete |
|         | Conchillas        | غير معروف     | غير معروف           | Conchillas        |
|         | Cufré             | غير معروف     | غير معروف           | Cufré             |
|         | Florencio Sánchez | 295,6         | 4040                | Florencio Sánchez |
|         | Juan L. Lacaze    | 107,3         | 13,635              | Juan L. Lacaze    |
|         | La Paz            | غير معروف     | غير معروف           | La Paz            |
|         | Nueva Helvecia    | 95,1          | 11,024              | نويفا هلفيسيا     |
|         | Nueva Palmira     | 126,8         | 10,063              | Nueva Palmira     |
|         | Ombúes de Lavalle | 397,8         | 3390                | Ombúes de Lavalle |
|         | Rosario           | 230,2         | 11,161              | Rosario           |
|         | Tarariras         | 484,4         | 7788                | Tarariras         |